# Eleccions a l'Assemblea d'Extremadura de 1991
Les Eleccions a l'Assemblea d'Extremadura de 1991 se celebraren el 26 de maig. Amb un cens de 821.191 electors, els votants foren 583.172 (71,0%) i 238.019 les abstencions (29,0%). El PSOE guanyà per majoria absoluta, i aconseguí el nomenament del seu candidat, Juan Carlos Rodríguez Ibarra, com a president de la Junta.
- Els resultats foren:

| ← Eleccions a l'Assemblea d'Extremadura, 1991 → |         |       |        |
| Partit                                          | Vots    | %     | Escons |
| PSOE de Extremadura                             | 313.649 | 54,58 | 39     |
| Partit Popular                                  | 155.028 | 26,98 | 19     |
| Izquierda Unida                                 | 41.278  | 7,18  | 4      |
| CDS                                             | 33.313  | 5,80  | 3      |
| Extremadura Unida                               | 14.452  | 2,52  |        |
| Partido Regionalista Extremeño                  | 8.643   | 1,50  |        |
| Los Verdes                                      | 5.870   | 1,02  |        |
| PCPE                                            | 2.385   | 0,42  |        |

A part, es comptabilitzaren 4.608 (0,8%) vots en blanc.

## Diputats electes
- Juan Carlos Rodríguez Ibarra (PSOE)
- José Antonio Jiménez (PSOE)
- Tomás Martín Tamayo (CDS)
- Manuel Pareja (Izquierda Unida)